# Kubang Pasu
Huyện Kubang Pasu là một huyện thuộc bang Kedah của Malaysia. Huyện Kubang Pasu có dân số thời điểm năm 2010 ước tính khoảng 213439 người.